# Byarums socken
Byarums socken i Småland ingick i Östbo härad (före 1876 också en del i Västra härad) i Finnveden, uppgick 1952 i Vaggeryds köping och området ingår sedan 1971 i Vaggeryds kommun i Jönköpings län och motsvarar från 2016 Byarums distrikt.
Socknens areal är 230,25 kvadratkilometer, varav land 220,33. År 2000 fanns här 5 631 invånare. Tätorten Vaggeryd samt kyrkbyn Byarum med sockenkyrkan Byarums kyrka ligger i socknen. 

## Administrativ historik
Byarums socken har medeltida ursprung.
Före 1876 hörde Byarums skate (3 mantal Bäck, Möllna och Nöthult) i civilt hänseende till Svenarums jordebokssocken i Västra härad.
Vid kommunreformen 1862 övergick socknens ansvar för de kyrkliga frågorna till Byarums församling och för de borgerliga frågorna till Byarums landskommun.  Landskommunen övergick sedan 1952 till Vaggeryds köping (som tidigare varit en del i landskommunen) som 1971 uppgick i Vaggeryds kommun. Församlingen uppgick 2010 i Byarum-Bondstorps församling.
1 januari 2016 inrättades distriktet Byarum, med samma omfattning som församlingen hade 1999/2000.  
Socknen har tillhört samma fögderier och domsagor som Östbo härad. De indelta soldaterna tillhörde Jönköpings regemente, Mo härads kompani och Smålands grenadjärkår, Jönköpings kompani.

## Sommarbranden 1819
Den 5 juni 1819 drabbades Byarums socken av en våldsam skogsbrand som förstörde ett dussintal hus och gårdar, hotade Byarums kyrka, och gjorde ett 50-tal människor hemlösa. Mellan 9 000 och 14 000 tunnland skog förstördes helt, till ett uppskattat värde av 90 000 riksdaler.

## Andrées Ballongfärd 1894
Den 26 februari 1894 genomförde ingenjören Salomon August Andrée en provflygning med ballongen Svea över Småland som en del av förberedelserna inför sin polarexpedition. Han startade från Göteborg med målet att nå Stockholm, men starka vindar tvingade honom söderut. Efter en flygning på 148 kilometer, där högsta höjden nådde 3282 meter, beslutade Andrée att landa i Byarums socken när mörkret föll. Han försökte fästa ankaret i träden, men landningen blev dramatisk då ballongen drog genom ett halmtak och slutligen fastnade.
Landningen orsakade uppståndelse bland lokalbefolkningen. Enligt senare berättelser ska en bonde ha trott att han bevittnat domedagen och sprungit för att varna grannar. Andrée lyckades, trots skador på ballongen, tämligen oskadd ta sig till närliggande byggnader där han, efter att först försäkrat de boende om att han "var en vanlig människa", fick hjälp att skicka telegram till pressen om händelsen.

## Geografi
Byarums socken ligger kring Lagans övre lopp. Socknen är småkuperad, sandig och skogbevuxen.
Den största sjön inom socknen är Sandsjön. Delar av Fängen och Eckern ligger också inom gränserna. Lagan rinner genom alla tre.
I Byarums socken ligger säteriet Bratteborgs gård och Byarums kloster samt byar som Krängshult. I Eckersholm vid Lagan och Sveningstorp anlades 1638 ett järnbruk som en tid ägdes av släkten von Schéele, Odencrantz och sedan Hamilton.

## Fornlämningar
100 gravrösen från bronsåldern samt ett 30-tal järnåldersgravfält finns här. En runristning är känd vid Eckersholm.
Runstenens lydelse är omtvistad och betydelsen okänd, men stenen är känd som Rasesten.

## Namnet
Namnet (1292 Byarum), taget från kyrkbyn, kan möjligen tolkas som plats för äldre bebyggelse.

### Fotnoter
1. 1 2 3  Svensk Uppslagsbok andra upplagan 1947–1955: Byarum socken
2. 1 2  Harlén, Hans; Harlén Eivy (2003). Sverige från A till Ö: geografisk-historisk uppslagsbok. Stockholm: Kommentus. Libris 9337075. ISBN 91-7345-139-8
3. ↑  ”Församlingar”. Statistiska centralbyrån. https://www.scb.se/hitta-statistik/regional-statistik-och-kartor/regionala-indelningar/forsamlingar/. Läst 30 december 2022.
4. ↑  Administrativ historik för Byarum socken (Klicka på församlingsposten). Källa: Nationella arkivdatabasen, Riksarkivet.
5. ↑  Indelta soldater, torp och rotar i Jönköpings län Arkiverad 24 januari 2012 hämtat från the Wayback Machine. Jönköpingsbygdens Genealogiska Förening
6. ↑  ”Den rysliga olycka”. Jönköpings Tidning:  sid. 3. 26 juni 1819. https://tidningar.kb.se/2746083/1819-06-26/edition/153074/part/1/page/3/?q=byarum&sort=asc&province=J%C3%B6nk%C3%B6ping&nationalnewspaper=0&from=1819-01-01&to=2022-12-31. Läst 12 oktober 2022.
7. ↑  Kungliga biblioteket. ”ARBOGA TIDNING 1894-03-02”. Svenska tidningar. https://tidningar.kb.se/ds6d1lbwbs6s5vr3/part/1/page/3. Läst 22 september 2024.
8. ↑  Kungliga biblioteket. ”SMÅLANDSPOSTEN 1924-03-11”. Svenska tidningar. https://tidningar.kb.se/6pz715s24kj5x0mp/part/1/page/5. Läst 22 september 2024.
9. 1 2  Kungliga biblioteket. ”GÖTEBORGS HANDELS- OCH SJÖFARTSTIDNING 1894-02-27”. Svenska tidningar. https://tidningar.kb.se/fzr3npwr2j2b6ww/part/1/page/2?q=byarum%20andr%C3%A9. Läst 22 september 2024.
10. 1 2  Sjögren, Otto (1931). Sverige geografisk beskrivning del 2 Östergötlands, Jönköpings, Kronobergs, Kalmar och Gotlands län. Stockholm: Wahlström & Widstrand. Libris 9939
11. 1 2 3  Nationalencyklopedin
12. ↑  https://runeberg.org/hgsl/2/0159.html
13. ↑  Fornlämningar, Statens historiska museum: Byarums socken
14. ↑  Fornminnesregistret, Riksantikvarieämbetet: Byarums socken Fornminnen i socknen erhålls på kartan genom att skriva in sockennamn (utan "socken") i "Ange geografiskt område"
15. ↑  RAÄ-nummer Byarum 51:1